# Noelia García Martín
Noelia García Martín (Plasencia, 20 de abril de 1973) es una deportista española que compitió en natación adaptada. Ganó una medalla de plata en los Juegos Paralímpicos de Atenas 2004 en la prueba de 4 × 50 m estilos (20 puntos).

## Palmarés internacional
| Juegos Paralímpicos | Juegos Paralímpicos | Juegos Paralímpicos | Juegos Paralímpicos         |
| Año                 | Lugar               | Medalla             | Prueba                      |
| ------------------- | ------------------- | ------------------- | --------------------------- |
| 2004                | Atenas (Grecia)     | Medalla de plata    | 4 × 50 m estilos (20 ptos.) |